# Nudaurelia kiliensis
Nudaurelia kiliensis is een vlinder uit de familie nachtpauwogen (Saturniidae). De wetenschappelijke naam van de soort is voor het eerst geldig gepubliceerd in 2009 door Philippe Darge.

## Type
- holotype: "male, 15.VII.2004. leg. local collector. genitalia slide Darge SAT 777"
- instituut: Collectie Philippe Darge, Clénay, Frankrijk
- typelocatie: "Tanzania, Kilimanjaro Region, West Kilimanjaro"